# Tower of Terror

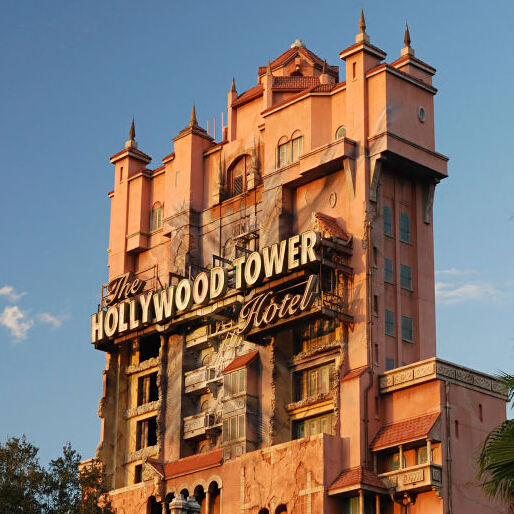
Tower of Terror no Disney's Hollywood Studios

The Twilight Zone: Tower of Terror é uma atração do parque temático Disney's Hollywood Studios. A versão do parque California Adventure é um dos edifícios mais altos do Condado de Orange, California com 199 pés de altura. Foi construída em 1994.

## História

### A Lenda
Estrelas de clássicos do cinema procuravam por descanso e relaxamento no The Hollywood Tower Hotel durante a Golden Age of Hollywood. Em 1939, durante uma noite sombria de Halloween, essas cinco almas infelizes estavam subindo pelo elevador principal do hotel até o último andar, quando uma violenta tempestade atingiu o edifício... e eles nunca mais foram vistos. Marcas escuras de queimaduras ainda cicatrizam a fachada do The Twilight Zone Tower of Terror, onde o relâmpago deixou sua marca.

### O Elevador
Um passeio no "elevador do medo", além da misteriosa sala da caldeira no porão do hotel, pode ser mais assustador do que você pensa. Ele pode ir para baixo, depois para cima, ou talvez para baixo de novo, ou para cima e para cima. Cada experiência é diferente e e seus movimentos são selecionados aleatoriamente pela própria torre. Não há como saber em que direção a Torre irá te levar.
Suba a bordo, se você ousar. Ao entrar no elevador, você vai descobrir o que existe além do canto mais profundo e mais sombrio da imaginação.Tem 61 metros de altura.